# Тинкер
Тинкер, или Цыганская упряжная (Ирландский коб, цыганский коб, ирландская рабочая, цыганская упряжная (не путать с ирландской упряжной)) — порода лошадей, выведенная в Ирландии. В Германии, Голландии и России эта порода называется «тинкер», в Ирландии — «ирландский коб» или «местной пегой».

## История
На формирование породы повлияли цыгане, которые вместе со своими лошадями пегой масти появились впервые на Британских островах в XV веке. Здесь цыганские лошади смешались с местной породой, что привело к появлению породы ирландский или цыганский коб. В формировании цыганского коба приняли участие также и другие британские породы — уэльские пони всех типов, дейл, фелл, хайленд, клейдесдаль и шайр.
До середины XX века тинкер не признавался отдельной породой. Планомерное разведение тинкеров началось только после Второй Мировой войны. В 1996 году была основана Ирландская Ассоциация кобов (The Irish Cob Society), начавшая регистрацию тинкеров. Ирландская Ассоциация кобов зарегистрировала первого официального основателя породы — жеребца Кушти Бок (Cushti Bok). Сегодня в мире существует несколько племенных книг цыганских кобов.

## Характеристика породы
Лошади породы цыганской упряжной имеют средний рост, широкое тело. Голова лошади массивная и грубая, имеет бородку и горбатый профиль. У этой породы очень густая грива, чёлка и хвост. Круп лошади мощный и рельефный, спина прямая и короткая, шея сильная и короткая, плечи мощные. Ноги сильные и крепкие. Копыта очень прочные, сильно оброслые — густые фризы на копытах начинаются от скакательных и запястных суставов и закрывают почти всё копыто.
Масть породы характеризуется пегостью трёх типов: оверо, тобиано и смешанный (товеро). На белых участках тела кожа тинкеров обычно розовая. Встречаются лошади чубарые, чалые и вороные с белыми отметинами.
Ирландские кобы имеют сильные различия по размерам и весу. Рост в холке колеблется от 135 до 160 см, а масса от 240 до 700 кг.
Цыганская упряжная — универсальная лошадь, подходящая для начинающего всадника. Лошади флегматичны и спокойны. Она может одинаково успешно использоваться под седлом и в упряжке. Лошади породы отличаются очень удобными и мягкими аллюрами. Отрицательной чертой породы является быстрая утомляемость при галопе.
Кобылы цыганского коба возможно использовать как кормилиц для жеребят чистокровной верховой породы.